# Бубен Нижнего мира
«Бубен Нижнего мира» (также существует другое название — «Зелёная коробочка») — рассказ современного российского писателя Виктора Пелевина, опубликованный в 1993 году. Рассказ дал название первому тому собрания сочинений Виктора Пелевина, вышедшему в 1996 году.

## Содержание
Рассказ представляет собой опыт создания «ментального лазера смерти», после прочтения которого якобы должно последовать самоуничтожение читателя.
Повествование, снабженное воспоминаниями о Брежневе, несколькими энциклопедическими определениями и короткой выдержкой из трудов Монтеня, являет нам размышление автора на метафизические темы. В тексте рассказа последовательно выделены скобками следующие отдельные слова и выражения:
• /зеркало/
• /призма/
• /обратная призма/
• /гибель/
• /своеобразный отражатель/
• /«…Если угодно, вы становитесь мертвыми, прожив свою жизнь, но проживаете вы её, умирая: смерть, разумеется, несравненно сильнее поражает умирающего, нежели мертвого, гораздо острее и глубже.»
«Сколько бы вы ни жили, вам не сократить того срока, в течение которого вы пребудете мертвыми. Все усилия здесь бесцельны: вы будете пребывать в том состоянии. которое внушает вам такой ужас, столько же времени, как если бы вы умерли на руках кормилицы.»
«Где бы ни окончилась ваша жизнь, там ей и конец.»/
• /прозрачная диалектическая спираль/
• /глядящая в душу дырочка ствола/
В конце рассказа приводится своего рода инструкция по сборке «ментального лазера смерти» и объясняется принцип его действия:

Нельзя ли создать ментальный лазер смерти, выполненный в виде небольшого рассказа? Такой рассказ должен обладать некоторыми свойствами оптической системы, узлы которой удобно выполнить с помощью их простого описания, оставив подсознательную визуализацию и сборку читателю. Рассказ должен обращаться не к сознанию, которое может его вообще не понять, а к той части бессознательного, которая подвержена прямой суггестии и воспринимает слова вроде «визуализация» и «сборка» в качестве команд. Именно там и будет собран излучатель, ментальная оптика которого для большей надежности должна быть отделена от остальных психоформ наклонными скобками.

В качестве рабочего тела для этого виртуального прибора удобно воспользоваться чьими-нибудь глубокими и эмоциональными мыслями по поводу смерти. Ментальный лазер может работать на Сологубе, Достоевском, молодом Евтушенко и Марке Аврелии; подходит так же «Исповедь» Толстого и некоторые места из «Опытов» Монтеня. Очень важным является название этого устройства, потому что психическая энергия, на которой он работает, будет поступать из осознающей части психики через название, которое должно надежно закрепиться в памяти. На мой взгляд, словосочетание «Бубен Нижнего мира» годится в самый раз — есть в нем что-то детское и трогательное; да и потом, его почти невозможно забыть.

## Особенности
Отсылая к книге «Опыты» Мишеля Монтеня, Виктор Пелевин также создаёт свой опыт в духе французского философа. Здесь метафизические размышления Пелевина совмещаются с идеями из «Опытов».
По мнению литературоведа Владимира Альфонсова, автор рассуждает о «ментальном самоликвидаторе», который призван очистить мысли от старых штампов, страхов, схем и открыть сознание для восприятия нового. Автор одновременно ощущает себя творцом, и вместе с тем иронически просит для демонтажа «самоликвидатора» перевести некоторую сумму на счёт своей фирмы.

## Публикации
Рассказ был впервые опубликован в 1993 году во втором номере минского журнала Фантакрим-MEGA под названием «Зелёная коробочка». Вне периодики впервые появился в 1996 году в томе «Бубен Нижнего мира» собрания сочинений Пелевина.